# 李讷 (兵部尚书)
李讷（?—?），字敦止，唐朝荆州人。李建之子，出自赵郡李氏申公房。
李讷进士及第。担任中书舍人，出为浙东观察使。性情狂放急躁，对待士人不以礼，为属下驱逐，贬为朗州刺史。召入朝为河南尹。当时长期下雨，洛水暴涨，李讷在魏王堤治水，害怕被冲走，迅速逃离，大水毁坏民宅。论者以其材薄。李讷宅第与宰相杨收宅第相连，杨收想要买李讷多余的房舍以扩充宅第，李讷怒斥：“先人旧宅，怎么能当权贵戏谑玩笑之地？”三次担任华州刺史，官至兵部尚书、检校尚书右仆射，在太子太傅任上去世。遗命葬礼从简，不请卤簿，不要赠谥，皇帝同意了。